# Río Famatina
Le Río Famatina est un cours d'eau du centre-ouest de l'Argentine qui coule sur le territoire de la province de La Rioja. C'est un affluent du río Mayuyana (encore appelé río Grande) en rive droite. Il fait donc partie du petit bassin endoréique de la vallée Valle Antinaco-Los Colorados dont les eaux se perdent dans les Desagües de Los Colorados, au sud de la ville de La Rioja.

## Étymologie
Le nom Famatina dérive du vocable amérindien wamatinag qui signifie Mère productrice de métaux. La Sierra de Famatina où le cours d'eau prend sa source, recèle en effet d'importants gisements de métaux précieux comme l'or et l'argent.

## Géographie
Le río Famatina naît en province de La Rioja sur les versants orientaux de la Sierra de Famatina qui fait partie des sierras subandines. Plus précisément, elle est issue des glaciers couronnant le très haut sommet de la chaîne, le Cerro General Belgrano (6 250 mètres d'altitude). Le río est formé de la confluence de petits cours d'eau abondants nés comme lui de la fonte des glaciers de la zone. Dès le début de son parcours, il se dirige vers le nord-est, mais inverse assez rapidement sa direction, tournant vers le sud-sud-est, enserré dans une étroite vallée bordée par la Sierra de Famatina à droite et la chaîne beaucoup moins importante de la Cadena del Paimán à gauche (en quechua : Chaîne de la Reine des Incas), petite chaîne montagneuse orientée nord-sud dont l'altitude maximale n'est que de 2 500 m au niveau du Cerro Paimán.
Au sud, cette vallée s'élargit progressivement et héberge bientôt l'oasis de Famatina, chef-lieu du département homonyme situé à quelque 30 kilomètres au nord de Chilecito, la seconde ville de la province de par sa taille, irriguée elle aussi par une rivière issue de la même sierra de Famatina, le río Durazno (ou río Los Sarmientos).
Continuant sa course vers le sud-sud-est, tout en baignant de petites localités, la rivière pénètre au centre de la longue et large vallée Antinaco-Los Colorados qui court du nord au sud sur plus de 200 kilomètres. Au fur et à mesure qu'elle progresse ainsi, elle perd une large partie de ses eaux, par irrigation, évaporation et infiltration. Elle parvient cependant à rejoindre le río Mayuyana (encore appelé río Grande) qui joue le rôle de collecteur de toutes les rivières et ruisseaux nés de la partie orientale des glaciers de la sierra de Famatina.
La superficie de son bassin versant est de quelque 600 km2.

## Villes traversées
- Famatina

## Régime
Le río Famatina est un cours d'eau permanent de régime glaciaire, avec un débit maximal pendant les mois d'été.

## Hydrométrie - Les débits mensuels à Famatina
Les débits de la rivière ont été observés sur une période de 4 ans (1949-1952) à la station hydrométrique de Famatina, peu avant sa sortie de la zone de haute montagne et de son arrivée dans la vallée d'Antinaco-Los Colorados. La superficie prise en compte pour ces mesures est de plus ou moins 450 km2.
À Famatina, le débit annuel moyen ou module observé sur cette période était de 0,78 m3/s.
La lame d'eau écoulée dans cette partie du bassin versant - de loin la plus importante du point de vue de l'écoulement - atteint ainsi le chiffre assez élevé de 55,6 millimètres par an, ce qui est loin d'être peu dans cette région particulièrement déséchée.
Le río Famatina est un cours d'eau né essentiellement de la fonte de glaciers de montagne. Il se caractérise de ce fait par une grande régularité et de faibles variations tant saisonnières qu'annuelles. On note cependant quelques précipitations estivales (février surtout), comme dans l'ensemble des régions du nord-ouest argentin. Le río présente deux saisons peu marquées. Les hautes eaux, correspondant à l'été et au début de l'automne austral, se déroulent de janvier à mars inclus lorsque la fonte est maximale. Dès le mois de mars le débit de la rivière baisse progressivement, mais garde un débit fort appréciable durant la saison des basses eaux qui a lieu de mai à décembre.
Le débit moyen mensuel observé en novembre (minimum d'étiage) atteint 0,56 m3/s, soit moins de trois fois moins que le débit moyen du mois de février (1,45 m3/s), ce qui montre une amplitude des variations saisonnières fort modérée.